# Scusatemi tanto!
Scusatemi tanto! (Excuse Me) è un film muto del 1925 diretto da Alfred J. Goulding, un regista australiano che girò molti film in Gran Bretagna con il nome Alf Goulding.
La storia, tratta da una commedia di Rupert Hughes, era stata adattata per lo schermo con lo stesso titolo nel 1915 con la regia di Henry W. Savage.

## Trama
Il giovane Harry Mallory è un ufficiale di marina che è fidanzato con Marjorie, una ragazza della buona società, e spera di sposarla prima possibile. Gli arriva l'ordine di presentarsi subito perché deve imbarcarsi per le Filippine. Harry pensa che le isole siano il posto ideale per una luna di miele e chiede a Marjorie di sposarlo senza perder tempo. Lei alla fine accetta. Dopo essere stati all'ufficio per le licenze matrimoniali, cercano un pastore che li possa sposare e salgono sul treno per San Francisco dove dovrebbero imbarcarsi per andare alle Isole. Se Harry perde la nave, andrà sotto corte marziale.

## Produzione
Il film, interpretato da Norma Shearer, Conrad Nagel e Renée Adorée, fu prodotto dalla Metro-Goldwyn Pictures Corporation.

## Distribuzione
La MGM distribuì il film nelle sale il 19 gennaio 1925, presentato da Louis B. Mayer.

### Date di uscita
Data di uscita IMDB
- USA	19 gennaio 1925
- Finlandia	14 marzo 1926
- Germania	aprile 1926
- Portogallo	29 novembre 1926

Alias
- Le Train de 6 heures 39	Francia
- Queira Desculpar!	Portogallo
- Zwei Personen suchen einen Pastor	Germania